# Евансвил (Индијана)
Евансвил (енгл. Evansville) град је у америчкој савезној држави Индијана.

## Демографија
По попису из 2010. године број становника је 117.429, што је 4.153 (-3,4%) становника мање него 2000. године.
|                   | 2010.            | 2000.            |
| Укупно            | 117 429 (100,0%) | 121 582 (100,0%) |
| Белци             | 94 961 (80,87%)  | 104 066 (85,59%) |
| Афроамериканци    | 14 766 (12,57%)  | 13 275 (10,92%)  |
| Остали            | 3 528 (3,004%)   | 1 979 (1,628%)   |
| Хиспаноамериканци | 3 014 (2,567%)   | 1 392 (1,145%)   |
| Азијати           | 1 160 (0,988%)   | 870 (0,716%)     |

## Партнерски градови
- Оснабрик